# Xenosaga: The Animation
Xenosaga: The Animation (ゼノサーガ THE ANIMATION, Zenosāga: Za Animēshon) est un anime de douze épisodes réalisé par Toei Animation, diffusé sur TV Asahi au Japon à partir du 5 janvier 2005.

## Comparaison entre le jeu vidéo et la série animée
La série est basée sur le jeu sur PlayStation 2 Xenosaga Episode I: Der Wille zur Macht, avec plusieurs changements dans l'histoire, comme des omissions (Jr., Ziggy, et la première apparition de MOMO dans l’Épisode I, le retrait de Cherenkov et du Cathedral Ship) et des ajouts (avant la destruction du Woglinde, Shion devient bon ami avec l'assistant Realian personnel de Albedo, un Kirschwasser, Virgil survit jusqu'à l'épisode 9). Plusieurs scènes ont été entièrement ré-écrites, avec l'Encephalon et la confrontation finale avec Albedo sur le Proto Merkabah.
L'animé démarre assez vite, dix des quinze heures de jeu de l’Épisode I se déroulant dans les cinq premiers épisodes. On voit Jin Uzuki, le frère de Shion et un personnage majeur dans Xenosaga Episode II: Jenseits von Gut und Böse, dans l'épisode 8 de The Animation. L'anime fonctionne mieux comme un supplément à l’Épisode I. Plusieurs points que le jeu n'explique que pauvrement, voire pas du tout, sont complétés par l'anime. Par exemple, dans le jeu, Albedo est montré comme mentalement fou sans motivation particulière. Dans l'anime, il semble nettement que Albedo ait des absences (parmi d'autres choses), ce qui améliore la personnalité de son personnage. Ces problèmes sont explorés plus en profondeur dans l’Épisode II. Un personnage qui n'a pas eu de développement supplémentaire est le Lt. Virgil, qui est gardé en vie pendant neuf épisodes à la place du Commandant Cherenkov. Bien qu'il soit en vie et qu'il voyage avec les personnages principaux, aucune nouvelle information sur Virgil n'est fournie par l'anime. Il est représenté comme nerveux, sarcastique et d'humeur changeante, comme dans le jeu.
Une autre différence majeure est le rôle des Kirschwassers. Alors que dans l’Épisode I ils n'ont qu'un rôle mineur pour Albedo, l'anime lui se concentre sur un seul. Ce Kirschwasser imitait un Realian de série 100 pendant que sur le Woglinde il échappait à Albedo, mais fut recapturé et réglé pour agir contre Shion, qui était devenue son amie plus tôt. À la fin de l'anime, le Kirschwasser se trouve dans la salle de contrôle du Proto Merkabah, déclenchant l'auto-destruction en se sacrifiant. Dans le jeu, c'est KOS-MOS qui déclenche l'auto-destruction mais elle arrive cependant à s'échapper.

## Musique
Le générique de fin est "In This Serenity", interprété par Mayumi Gojo.

## Liste des épisodes
1. L'éveil (覚醒?)
2. Un navire coulé en un instant (轟沈, Gōchin?)
3. Une rencontre de fortune (邂逅?)
4. Un bon endroit pour mourir (死地?)
5. Grotesque (異形?)
6. Jeter l'ancre (投錨?)
7. Encephalon (エンセフェロン?)
8. Mémoire (記憶?)
9. Chanson (歌声?)
10. Arme (兵器?)
11. Amère désillusion (妄執?)
12. KOS-MOS

On peut noter l'utilisation des Zohar Emulators dans les titres d'épisode; chacun contenant un numéro en Hébreu indiquant le numéro de l'épisode.